# Cocculus prainianus
Cocculus prainianus là một loài thực vật có hoa trong họ Biển bức cát. Loài này được (Diels) A.Pramanik & Thoth. mô tả khoa học đầu tiên năm 1987.